# گوستاف لارسون
گوستاف لارسون (انگلیسی: Gustaf Larson; ۸ ژوئیهٔ ۱۸۸۷ – ۴ ژوئیهٔ ۱۹۶۸) مهندس، کارآفرین و اهالی کسب‌وکار اهل سوئد بود، که از بنیانگذاران شرکت خودروسازی ولوو محسوب می‌شود.
او مدرک کارشناسی ارشد در رشته مهندسی مکانیک را از مؤسسه سلطنتی فناوری استکهلم دریافت کرد.
لارسون مسئول طراحی فنی اولین مدل ولوو او وی ۴ بود که در ۱۴ آوریل ۱۹۲۷ معرفی شد. او و آسار گابریلسون، ولوو را تأسیس کردند. وی از زمان تأسیس شرکت ولوو در گوتنبرگ در سال ۱۹۲۷، به عنوان معاون رئیس و مدیر فنی این شرکت فعالیت می‌کرد. او تا زمان مرگش در سال ۱۹۶۸ برای ولوو کار کرد.